# Jens Krogh
Jens Krogh er et historisk dansk træskib, der drives 100 % frivilligt af FDF Aalborg Søkreds, en maritim underafdeling af FDF. Skibet blev bygget i 1899 på et værft i Frederikshavn som en snurrevodskutter og er senere rigget som en galease. Siden 1976 har Jens Krogh været ejet af FDF Aalborg Søkreds, som gennem restaurering og nænsom vedligeholdelse har gjort skibet til en aktiv del af Danmarks maritime kulturarv. 

## Historie og restaurering
Jens Krogh blev oprindeligt bygget som et robust fiskefartøj og gennemgik i løbet af det 20. århundrede flere ombygninger. Da skibet blev købt af FDF Aalborg Søkreds i 1976, krævede det en omfattende restaurering. Foreningen arbejdede frivilligt og målrettet på at genskabe skibets oprindelige udseende og funktion, så det i dag fremstår som et historisk korrekt og sejlklart skib.

## FDF Aalborg Søkreds – En frivillig forening
FDF Aalborg Søkreds drives udelukkende af frivillige og tilbyder sine medlemmer og kommende medlemmer meningsfulde maritime oplevelser. Foreningen har fokus på fællesskab, læring og inklusion og sikrer gennem lave omkostninger, at så mange som muligt kan deltage i aktiviteterne. Foreningen stræber efter at give alle en unik mulighed for at opleve det maritime liv, uanset social eller økonomisk baggrund.

## Vedligeholdelse og samarbejde med Hobro Værft
Vedligeholdelsen af Jens Krogh er afgørende for skibets fortsatte drift. Hvert år bringes skibet til Hobro Værft, hvor der udføres vedligeholdelsesopgaver på undervandsskroget. Dette arbejde inkluderer inspektion, reparationer og konservering, som sikrer skibets langtidsholdbarhed.
Foreningen har udarbejdet en langsigtet vedligeholdelsesplan i samarbejde med erfarne danske bådbyggere. Denne plan balancerer hensynet til historisk autenticitet med moderne sikkerhedsstandarder. Hobro Værft spiller desuden en vigtig rolle i at bevare håndværket ved at uddanne nye bådbyggere, som lærer traditionelle teknikker gennem arbejdet med træskibe som Jens Krogh.

## Aktiviteter og sejlads
Jens Krogh tilbyder en bred vifte af sejladsaktiviteter for foreningens medlemmer og kommende medlemmer, der ønsker at opleve livet til søs. Aktiviteterne inkluderer:
Aftensejladser på Limfjorden: Jens Krogh sejler regelmæssigt på Limfjorden, hvor medlemmer får mulighed for at opleve solnedgangen fra dækket af et historisk træskib. Disse sejladser giver en afslappet introduktion til skibets liv og arbejde.
Weekendtogter: Skibet bruges også til weekendtogter, hvor medlemmer kan fordybe sig i sejlads, fællesskab og praktiske maritime færdigheder. Disse togter er en vigtig del af foreningens aktiviteter og tiltrækker både nye og erfarne sejlere.
Længere togter: I forårs-, sommer- og efterårssæsonen arrangeres længere togter, hvor medlemmer lærer om navigation, søsikkerhed og samarbejde ombord.
Kapsejladser: Jens Krogh deltager regelmæssigt i maritime events som Limfjorden Rundt, Nordisk Sejlads og Tall Ships' Races, hvor det er en stolt repræsentant for dansk søfartshistorie.

## En sejlende platform for læring og kultur
Jens Krogh er mere end et skib – det er en levende platform for læring, fællesskab og bevarelse af maritime traditioner. Foreningen tilbyder sine medlemmer og kommende medlemmer en unik mulighed for at lære om søfartshistorie, bæredygtighed og værdier som ansvar, respekt og samarbejde. Gennem aktiviteterne styrker foreningen forbindelsen mellem mennesker og havet og giver medlemmerne en forståelse for både fortidens håndværk og nutidens maritime udfordringer.

## En levende kulturarv
Vedligeholdelsen og driften af Jens Krogh er et resultat af dedikeret frivilligt arbejde. Gennem samarbejdet med Hobro Værft og erfarne bådbyggere sikrer FDF Aalborg Søkreds, at skibet fortsat kan sejle og fungere som en del af Danmarks maritime kulturarv. Samtidig bidrager Hobro Værft til uddannelsen af fremtidens bådbyggere, hvilket er med til at bevare de traditionelle håndværk, der ligger til grund for skibets konstruktion.
Foreningen ser Jens Krogh som mere end blot et fartøj – det er en hjørnesten i arbejdet med at skabe meningsfulde oplevelser for medlemmer og kommende medlemmer. Gennem togter, undervisning og fællesskab sikrer Jens Krogh, at dansk søfartstradition lever videre i fremtidige generationer.